# Leszek Zguczyński
Leszek Andrzej Zguczyński (ur. 15 października 1959 w Szczecinku) – polski neurobiolog, doktor habilitowany nauk o kulturze fizycznej, nauczyciel akademicki, od roku 2015 dziekan Zamiejscowego Wydziału Kultury Fizycznej w Gorzowie Wielkopolskim, Akademii Wychowania Fizycznego im. Eugeniusza Piaseckiego w Poznaniu.

## Życiorys
W 1985 ukończył studia magisterskie z wychowania fizycznego w Zamiejscowym Wydziale Wychowania Fizycznego w Gorzowie Wielkopolskim, Akademii Wychowania Fizycznego im. Eugeniusza Piaseckiego w Poznaniu. Pracę zawodową rozpoczął na macierzystej Uczelni jako asystent w Zakładzie Anatomii.
W swojej pracy naukowej zaangażował się w nowatorskie na gorzowskim wydziale badania Centralnego Układu Nerwowego pod kierownictwem prof. Romana Zimnego. Badania dotyczyły połączeń neuronalnych pomiędzy ośrodkami pnia mózgu a móżdżkiem i ich wpływem na koordynację ruchów. W roku 1996 z powyższej tematyki obronił napisany pod kierunkiem Kazimierza Grottela doktorat na Akademii Wychowania Fizycznego w Poznaniu pt. Obustronne rzutowanie neuronów jąder mostu do płacików przypośrodkowych móżdżku u królika. Badania przy użyciu znaczników fluorescencyjnych. Jest autorem i współautorem licznych publikacji w czasopismach polskich i zagranicznych, na podstawie których w roku 2013 uzyskał stopień doktora habilitowanego na Wydziale Fizykoterapii Akademii Wychowania Fizycznego we Wrocławiu, przedstawiając monografię Topografia neuronów ośrodków pnia mózgu rzutujących niezależnie i poprzez kolaterale aksonów do kory płata tylnego móżdżku, uczestniczących w procesach koordynacji ruchowej.
Członek International Brain Research Organization, Polskiego Towarzystwa Anatomicznego i Polskiego Towarzystwa Badań Układu Nerwowego.